# Klasztor w Ardenicy
Klasztor w Ardenicy (alb. Manastiri Lindja e Hyjlindëses Mari, gr. Ιερά Μονή Γεννήσεως Θεοτόκου Αρδευούσης – monaster Narodzenia Matki Bożej) – prawosławny klasztor w pobliżu wsi Ardenica, gmina Kolonjë, okręg Lushnja, w Albanii. Klasztor składa się z cerkwi Matki Bożej, kaplicy Świętej Trójcy, budynków mieszkalnych, piekarni, olejarni, stajni, bramy wejściowej znajdującej się w XIII-wiecznym murze. 24-metrową wieżę z dzwonnicą dobudowano w 1925. Na przestrzeni dziejów klasztor był odwiedzany przez pielgrzymów, chrześcijan i muzułmanów, z powodu cudownego źródła.

## Historia
Monaster został zbudowany w 1282 na polecenie cesarza bizantyjskiego Andronika II Paleologa jako wotum za zwycięstwo nad wojskami Królestwa Sycylii w oblężeniu Berat. Wzniesiono go na górze na poziomie 237 m n.p.m. w pobliżu głównego szlaku handlowego Via Egnatia z Durrësu (Dyrrachium) w Albanii do Bizancjum. Klasztor dobudowano do starszej kaplicy Świętej Trójcy, istnieje hipoteza, że na miejscu tym wcześniej znajdowała się pogańska świątynia Artemidy (stąd pochodzi nazwa wsi Ardenica). Znaczenie klasztoru było bardzo duże. 21 kwietnia 1451 stał się miejscem ślubu bohatera narodowego Albanii Skanderbega z Doniką Muzaka, córką Gjergja Arianiti.
W 1743 arcybiskup Beratu Metody, pochodzący z oddalonej o kilka kilometrów od Ardenicy wsi Bubullimë, rozpoczął odbudowę i odnowienie klasztoru. Z tamtego okresu zachowały się m.in. freski namalowane przez braci Kostandina i Athanasa Zografi z Korczy, którzy później wykonywali podobne prace w innych świątyniach prawosławnych w Moskopole m.in. cerkiew św. Mikołaja czy cerkiew św. Atanazego. 

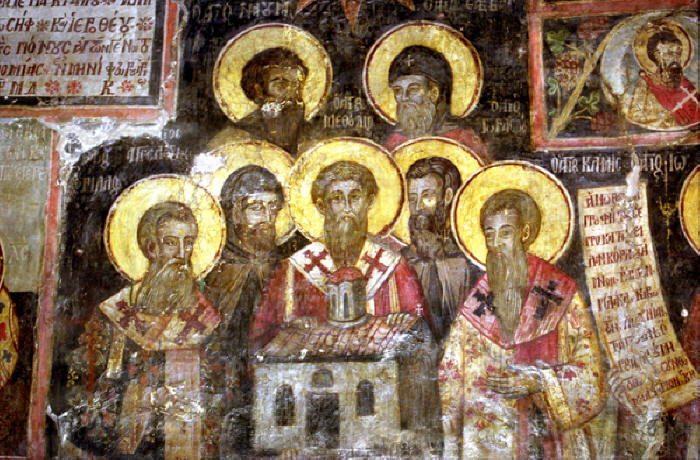
Siedmiu Świętych Mężów

Najsłynniejszym jest fresk przedstawiający Siedmiu Świętych Mężów pochodzący z 1744. Jest to najstarsze przedstawienie tego typu. Na jednym z fresków jest przedstawiony Jan Kukuzelis, święty urodzony w XIII w. w Durrës.
Od 1780 w klasztorze rozpoczęła działalność szkoła teologiczna. Przygotowywała mężczyzn do wstąpienia do stanu duchowego, uczono w niej Biblii, liturgii oraz języka greckiego. W 1817 przy klasztorze otworzono gimnazjum. 
Imponująca, składająca się z ponad 32 tysięcy woluminów klasztorna biblioteka uległa w zasadzie całkowitemu zniszczeniu w czasie pożaru w 1932. 
Po ogłoszeniu w 1967 przez Envera Hodżę „Rewolucji Ideologicznej i Kulturalnej” i zadeklarowaniu, iż Albania stała się pierwszym na świecie państwem ateistycznym, rozpoczęły się represje wobec wszystkich wspólnot religijnych i Kościołów w Albanii. Obiekty sakralne przejęło państwo, większość z nich zostało zdewastowanych, a nawet zburzonych. Klasztor w Ardenicy został przejęty w 1969. Budynki klasztoru niszczały do 1988, kiedy to przeprowadzono częściowe prace konserwatorskie, ze względu na znaczenie historyczne obiektu.
Klasztor został odzyskany w 1992 przez Autokefaliczny Prawosławny Kościół Albanii.
W 1948 obiekt został wpisany na listę religijnych zabytków kulturowych Albanii (Objekte fetare me statusin Monument Kulture).